# Reggenza di Gorontalo Settentrionale
Il Gorontalo settentrionale è una reggenza dell'Indonesia, nella provincia di Gorontalo, sull'isola di Sulawesi. Ha una popolazione di 104.068 abitanti ed il suo capoluogo è Kwandang.